# Дарія Ісканська-Брюховецька
Дарія Олферіївна Брюховецька, до шлюбу Ісканська; за деякими даними — Дарія Дмитрівна Долгорукова; 1639, Москва — 1669, Чигирин) — дружина українського гетьмана Івана Брюховецького.

## Походження
Походила з боярського і князівського роду Долгорукових. Батьком вважається Дмитро Долгоруков, який був царським окольничим. Тіткою Дарії по матері була Марія Милославська — перша дружина московського царя Олексія I.
Втім, за версією дослідника Вадима Модзалевського Дарія була пасербицею Дмитра Долгорукова. Її матір'ю насправді була четверта дружина Долгорукова — Параскева Тимофіївна Єлагіна (сестри Івана Єлагіна, очільника усіх московських стрільців) від свого першого чоловіка Олферія Ісканською. Натепер більшість дослідників погоджуються з останньою версією. Цим пояснюються різні відомості щодо шлюбу Брюховецького на представниці Долгорукових, Єлагіних та Ісканських, чому тривалий час вважалося, що українських гетьман мав кілька шлюбів з жінкою на ім'я Дарія.

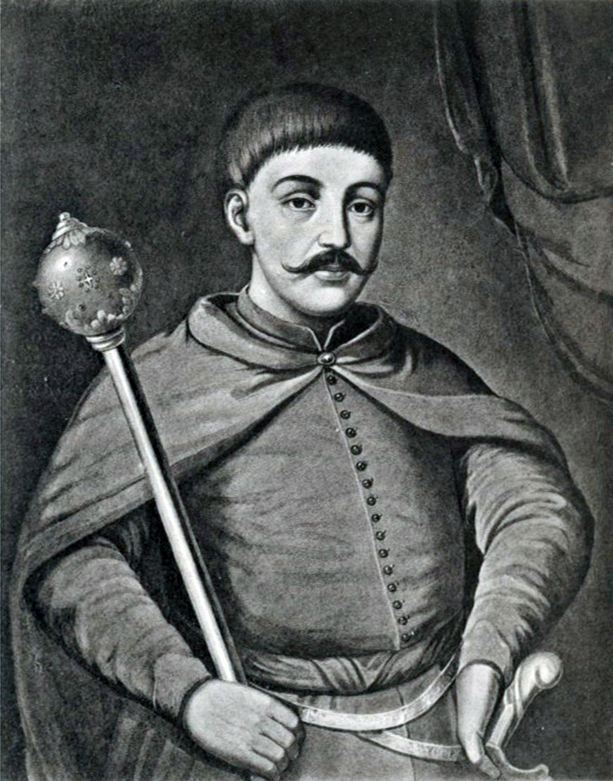
Іван Брюховецький

## Життєпис
Народилася 1639 року у Москві. У 1665 році стала дружиною українського гетьмана Івана Брюховецького. Разом з нею до України прибули московські слуги, що запроваджували при гетьманському дворі свої звичаї. Коли Дарія вперше завагітніла, гадяцькі жінки вбили плід, після чого Брюховецький почав полювання на відьом, вбивши багатьох «баб», в тому числі з найближчого оточення.
17 червня 1668 року Брюховецького було вбито, а його наступник — Петро Дорошенко — схопив екс-гетьманшу у полон та відправив до Чигирина разом з її дітьми. Де вона і померла у квітні або травні 1669 року.
Маленьку доньку Брюховецького відправили до Гадяча, де вона підросла та згодом стала дружиною чернігівського полковника Григорія Самойловича — сина іншого українського гетьмана Івана Самойловича.

## Сім'я
- Мати — Єлагіна Параскева Тимофіївна (Ісканська)
- Чоловік — Іван Брюховецький (1623—1668)
- Діти — (1666), (1667), (1668)